# Cladocarpus grandis
Cladocarpus grandis är en nässeldjursart som beskrevs av Nutting 1900. Cladocarpus grandis ingår i släktet Cladocarpus och familjen Aglaopheniidae. Inga underarter finns listade i Catalogue of Life.